# Covasna
Covasna là một thị xã thuộc hạt Covasna, România. Dân số thời điểm năm 2002 là 11204 người.